# Вергина
Верги́на (греч. Βεργίνα) — город в Греции. Расположен на высоте 120 метров над уровнем моря, в 13 километрах к юго-востоку от Верии и в 80 километрах к юго-западу от Салоник. Исторический центр общины (дима) Верии в периферийной единице Иматии в периферии Центральной Македонии. Население — 1242 жителя по переписи 2011 года. Площадь — 33,4 квадратного километра. Мировую известность Вергине принесло захоронение македонского царя Филиппа II.

## История
Современная Вергина была основана в 1926 году (ΦΕΚ 401Α) при слиянии упразднённых деревень Кутлес (Κούτλες) и Барбес (Mπάρμπες), которые до этого принадлежали турецкому бею. В этих деревнях жили около 25 греческих семей.
Археологические раскопки в Вергине были начаты в 1861 году французским археологом Леоном Эзи (Léon Heuzey), который пришёл к заключению, что на месте Вергины некогда находился город Валла (Βάλλα). Раскопки были продолжены греческим археологом К. Ромеосом в 1938—1940 годах. В послевоенные годы раскопки продолжил Манолис Андроникос.
В 1957 году греческая исследовательница-археолог Ф. Папазоглу пришла к выводу, что расхожее отождествление города Эдеса с древнейшей столицей македонян, городом Эги́ (др.-греч. Αἰγαί), ошибочно; Эги, по её мнению, располагались ближе к Наусе.
Работая над первым томом «Истории Македонии», английский историк Николас Хаммонд пришёл к выводу, что Эдеса и Эги — два разных города. В 1968 году он впервые высказал предположение, что раскопки в районе Вергины ведутся на территории Эг.
В 1976 году греческий археолог Манолис Андроникос возобновил раскопки, а в 1977 году обнаружил богатое царское захоронение, которое, по его мнению, принадлежит царю Филиппу II. Кроме того, богато украшены ещё две гробницы, одну из которых, с неидентифицированными останками, условно называют «гробницей Персефоны» (по сохранившейся фреске, на которой изображено похищение Персефоны), а другую обычно приписывают Александру IV, сыну великого Александра Македонского. Эти уникальные находки, которые экспонируются в Археологическом музее Вергины (расположен непосредственно внутри погребального холма), и принесли Вергине всемирную известность.
Поскольку Филипп II был убит в Эгах, Андроникос вслед за Хаммондом полагал, что нынешняя Вергина и есть древнейшая македонская столица.

## Население
| Год  | Население, человек |
| ---- | ------------------ |
| 1991 | 1198               |
| 2001 | 1197               |
| 2011 | ↗ 1242             |